# Domenico Ferrabosco
Domenico Maria Ferrabosco (auch Ferabosco; * 14. Februar 1513 in Bologna; † Februar 1574 ebenda) war ein italienischer Sänger, Kapellmeister und Komponist.
Er wirkte zunächst in seiner Heimatstadt als Sänger und Kapellmeister an St. Petronio. Im Jahre 1546 wurde er Kapellmeister der Cappella Giulia am Petersdom in Rom und 1551 Sänger der päpstlichen Kapelle. Die Inthronisierung von Papst Paul IV. beendete jedoch seine Karriere in Rom. Dieser duldete keine verheirateten Künstler in seinen Diensten und Ferrabosco musste gehen, ein Schicksal, das er mit Giovanni Pierluigi da Palestrina und Leonardo Barré teilte. Ferrabosco kehrte in seine Heimatstadt zurück und war dort wieder als Kapellmeister aktiv. Sein Sohn Alfonso und dessen Nachkommen setzten die musikalische Tradition des Domenico Ferrabosco fort.
Er schuf eine Anzahl musikalisch hochstehender Madrigale und erlangte durch die Vertonung eines Gedichtes von Boccaccio große Bekanntheit.